# Hedwig Kohn
Hedwig Kohn (5 tháng 4 năm 1887 - 26 tháng 3 năm 1964), là người tiên phong trong ngành vật lý và là một trong ba phụ nữ có được chứng nhận (đủ trình độ để giảng dạy đại học ở Đức) ngành vật lý trước thế chiến II. Bà và hai nhà vật lý khác, Lise Meitner và Hertha Sponer, bị buộc rời khỏi Đức trong chế độ Đức quốc xã.

## Thời trẻ
Sinh ra ở Breslau (nay là Wrocław, Ba Lan), Kohn là con gái của Georg Kohn (1850-1932), một thương gia bán buôn vải, và Helene Hancke (1859-1926), một thành viên của một người tốt làm gia đình. Bố mẹ cô đều là người Do Thái Đức. Hedwig vào trường đại học ở Breslau vào năm 1907 với tư cách là người phụ nữ thứ hai trong khoa vật lý. Bà lấy bằng tiến sĩ vật lý về vật lý dưới thời Otto Lummer năm 1913 và sớm được bổ nhiệm làm trợ lý của Lummer. Bà ở lại Học viện Vật lý của trường đại học trong Thế chiến I, và đã được hồi sức vào năm 1930.

## Thoát khỏi Đức
Kohn đã bị cách chức vào năm 1933, do các quy định của Đức Quốc xã đã cấm người Do Thái phục vụ của chính phủ. Bà sống sót bằng cách hoàn thành các hợp đồng nghiên cứu ứng dụng trong ngành chiếu sáng cho đến năm 1938, khi cô thấy mình không có công việc hay nguồn tài chính và rất gần trở thành nạn nhân của Holocaust. Cuối cùng, cô được đề nghị vào các vị trí tạm thời tại ba trường đại học nữ ở Hoa Kỳ thông qua sự trợ giúp của Rudolf Ladenburg (1882 trừ1952), Lise Meitner, Hertha Sponer, Hiệp hội Phụ nữ Đại học Hoa Kỳ (AAUW), và nhiều người khác. Bà đã có được thị thực và rời Đức vào tháng 7 năm 1940.

## Hành trình đến Mỹ
Hedwig Kohn đã được cấp visa Anh vào năm 1939, tuy nhiên, nó đã bị hủy ngay lập tức do chiến tranh. Bà đã có được thị thực để đến Thụy Điển vào năm 1940 và ngay lập tức đến đó. Sau này, bà đã xin được visa Mỹ và chuyển đến nước này.

## Cuộc sống ở Mỹ
Cuộc hành trình đến vị trí đầu tiên của bà, tại Đại học Phụ nữ thuộc Đại học Bắc Carolina ở Greensboro, đã đưa Kohn qua Greensboro, đưa Kohn qua Berlin, Stockholm, Leningrad, Moskva, Vladivostok, Yokohama, San Francisco, và Chicago. Bà đã giảng dạy tại Đại học Phụ nữ của Đại học Bắc Carolina trong một năm rưỡi. Năm 1942, cô bắt đầu giảng dạy tại trường Wellesley College ở Massachusetts. Bà nghỉ hưu năm 1952 với tư cách là giáo sư. Sau khi nghỉ hưu, Hertha Sponer, sau đó là giáo sư vật lý tại Đại học Duke ở Durham, Bắc Carolina, đã đề nghị cho cô một vị trí như một cộng tác viên nghiên cứu. Kohn đã thiết lập một phòng thí nghiệm tại Duke và tiếp tục nghiên cứu, hướng dẫn hai sinh viên tốt nghiệp tiến sĩ và tuyển dụng hai nghiên cứu sinh sau tiến sĩ. Cô làm việc ở đó cho đến khi không lâu trước khi chết, vào năm 1964.

## Đóng góp cho khoa học
Kohn được Lummer huấn luyện về việc xác định định lượng cường độ ánh sáng, cả từ dải rộng nguồn, chẳng hạn như "vật đen" và từ các đường phát xạ rời rạc của các nguyên tử và các phân tử. Bà tiếp tục phát triển các phương pháp như vậy và nghĩ ra cách trích xuất thông tin từ các phép đo cường độ và từ các hình dạng đường phát xạ.
Bà đã viết 270 trang trong văn bản vật lý hàng đầu của những năm 1930 và 1940 ở Đức, nhận được một bằng sáng chế, và đã viết rất nhiều bài báo trên các tạp chí khoa học, một số trong đó vẫn được trích dẫn vào những năm 1980.  Hai sinh viên của bà đã trở thành giáo sư ở Đức.. Ngày 5 tháng 4 năm 2019, bà được Google đưa lên Google Doodle.